# Pseudeuchaeta magna
Pseudeuchaeta magna är en kräftdjursart som beskrevs av Edward Bradford 1969. Pseudeuchaeta magna ingår i släktet Pseudeuchaeta och familjen Aetideidae. Inga underarter finns listade i Catalogue of Life.